# 香根·巴登多吉
香根·巴登多吉（藏語：སྐྱབས་མགོན་དཔལ་ལྡན་རྡོ་རྗེ།，威利转写：skyabs mgon dpal ldan rdo rje，1949年4月—），男，藏族，四川理塘人，第三世香根活佛。

## 生平
香根·巴登多吉为中专学历。1962年2月至1980年3月任中国佛教协会常务理事。其间，1962年9月出任四川省佛教协会副会长，1963年出任甘孜藏族自治州佛教协会副会长。1980年3月至1983年7月，任理塘县人民政府副县长。1983年7月至1983年8月，任甘孜藏族自治州政协副主席。1983年8月至2008年4月，任甘孜藏族自治州人民政府副州长。其间，于1985年9月至1987年7月在甘孜藏族自治州民族干部学校学习，1993年10月出任中国佛教协会副会长，2003年3月任全国政协民族宗教委员会副主任，2003年11月获明确为正厅级干部。2008年4月起，任甘孜藏族自治州人大常委会副主任。
他是第七、八届全国人大代表，第九、十、十一届全国政协委员，第十一届全国政协民族宗教委员会副主任。2018年1月，当选第十三届全国政协委员。